# Nákladové nádraží

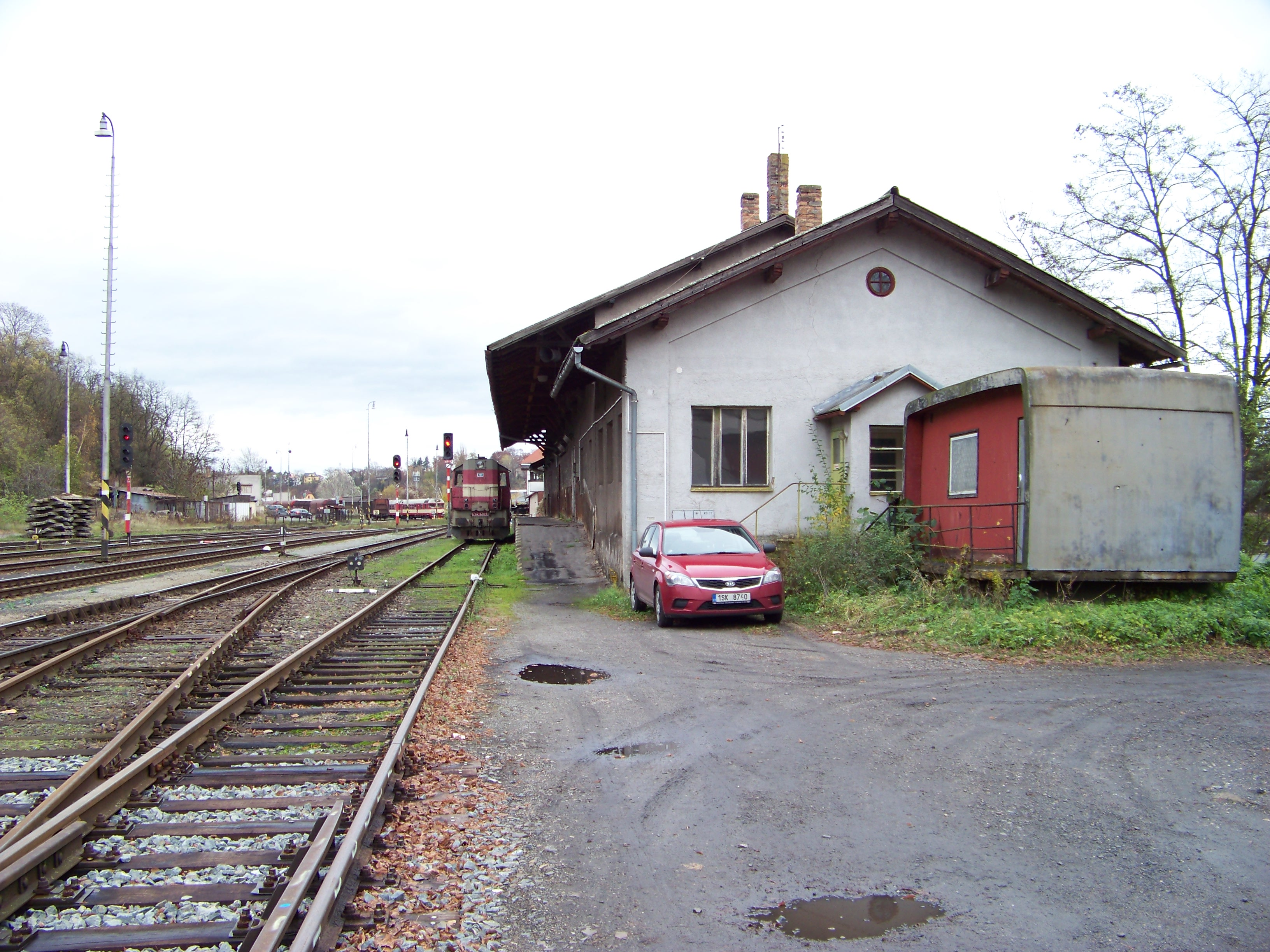
Nákladové nádraží ve stanici Mladá Boleslav hlavní nádraží, 1865

Nákladové nádraží je typ staniční železniční budovy (nebo jen rozšířeného kolejiště), která je určena či speciálně uzpůsobena k nakládce a vykládce zboží a materiálu do vlaku či z vlaku, případně k odstavení nákladních souprav. Většinu takové budovy povětšinou představuje sklad.

## Historie
Od počátku železniční dopravy v 30. letech 19. století byla nákladová nádraží součástí téměř každé železniční stanice. Dráha se rychle stala hlavním prostředkem pro dopravu osob a nákladu na větší vzdálenosti ve zlomkovém dojezdovém čase. Protože byla technologie železnice vyvinuta pro dopravu uhlí v dolech, stala se zpočátku právě tato surovina, pro parostrojní dopravu nezbytná, hlavní přepravovanou komoditou, určité železniční tratě byly plánovány pro co nejrychlejší dopravu uhlí do měst a průmyslových oblastí. Tyto funkční stavby zpravidla vznikaly dle typizovaných stavebních vzorů drážních společností, tzv. železničních normálií. Větší nákladová nádraží byla navíc vybavena též vlastní kanceláří pokladny pro uhrazení přepravy nákladu. Nákladová nádraží vznikala též v areálech továren a dalších průmyslových objektů.

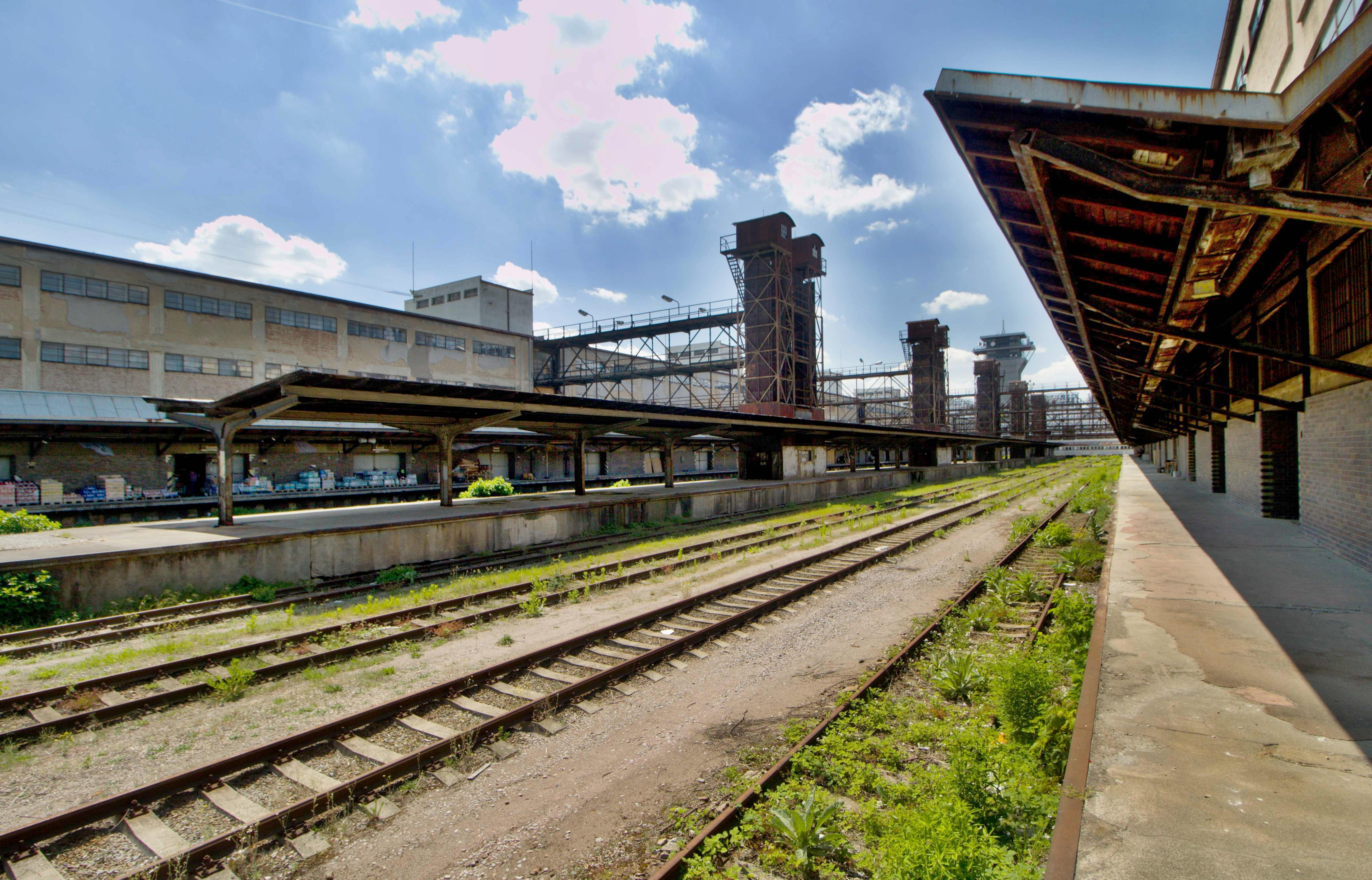
Nákladové nádraží Žižkov je z roku 1936

Se zvyšujícím se objemem nákladní i osobní dopravy s postupem času převažovaly tendence osobní a nákladová nádraží provozně oddělovat. Prvním samostatným nákladovým nádražím na světě byla stanice zbudovaná v liverpoolském přístavu v Anglii roku 1830. V Československu patřilo k největším takovým stavbám Nákladové nádraží Praha-Žižkov, centrální nákladová stanice Prahy, zprovozněná roku 1936.
Nástup automobilové dopravy ve 20. a 30. letech 20. století pak vytvořil pro nákladní železniční dopravu tvrdou konkurenci, což v následujících desetiletích postupně vedlo k vyřazení celé řady budov nákladových nádraží z provozu.

## Popis
Nejjednodušším typem budovy nákladového nádraží je zastřešená, případně ozděná, rampa, která slouží k nakládce a vykládce materiálu ze strany před kolejištěm a obsluze vlaků v kolejišti na druhé straně konstrukce. Rampa také kompenzuje výškový rozdíl mezi podlahou vagónu a povrchem. V případě kryté budovy bylo možné prostoru využít jako skladu pro pozdější manipulaci.